# César Ritz
César Ritz (ur. 23 lutego 1850, zm. 24 października 1918 w Küssnacht) – szwajcarski hotelarz oraz założyciel wielu hoteli, spośród których największą sławą cieszy się Hotel Ritz w Paryżu. Nazywano go „królem hotelarzy i hotelarzem dla królów”.

## Lata młodości
Urodził się 23 lutego 1850 roku w małej alpejskiej wiosce Niederwald w tzw. Haut-Valais – górnej, niemieckojęzycznej części kantonu Valais. Pochodził ze skromnej chłopskiej rodziny, utrzymującej się z pasterstwa. Kiedy miał 13 lat, rodzice wysłali go do rodziny mieszkającej w mieście Sion (niem. Sitten), by nauczył się języka francuskiego. W 1866 r. rozpoczął praktyki jako kelner w hotelu Hotel Couronnes et Poste w Brig-Glis. Jego szef powiedział mu wówczas: „Nigdy nie zostaniesz hotelarzem, gdyż hotelarstwo wymaga talentu i drygu, którego ty nie masz”.

## Początki i rozwój kariery
W wieku 17 lat przeniósł się do Paryża, gdzie trwała właśnie Wystawa Światowa. Zatrudnił się w skromnym hotelu La Fidélité. Pracując najpierw jako kelner, a następnie szef kelnerów, zdobywał m.in. wiedzę sommeliera. Mając lat 23 ponownie zmienił miejsce zamieszkania i wyjechał do Wiednia, by pracować we francuskiej restauracji. Tam też ponoć spotkał po raz pierwszy księcia Walii, który w przyszłości został jego wiernym zwolennikiem. Przez najbliższe lata pracował w różnych kurortach na terenie całej Europy i zarządzał luksusowymi hotelami, takimi jak np. hotelem Grand w Monte Carlo. Otworzył również swoje własne podwoje, m.in. Hotel Minerva w Baden-Baden oraz Hotel de Provence w Cannes. W Baden-Baden poznał inwestora Theatre Savoy w Londynie Richarda D’oyly Carte, który zaproponował mu zarządzanie i otwarcie obiektu Hotel Savoy. W latach 1889–1897 Cesar Ritz pełnił funkcję menadżera hotelu Savoy. Wtedy to jego nazwisko stało się światowym synonimem gościnności. Poczynając od wypasania kóz na alpejskich halach, poprzez prowadzenie drobnych obiektów hotelowych w południowej Francji, został światowej sławy hotelarzem, pionierem luksusowego hotelarstwa, wiedzącym jak przyciągnąć do siebie zamożnych klientów. Kontrolował zarządzanie Hotelem Carlton w Londynie. Pod koniec roku 1898 otworzył Hotel Ritz na placu Vendome w Paryżu, a w 1906 otworzył hotel w Londynie. Źródła Encyklopedii Britanica podają otwarcie Hotelu Ritz w Londynie w 1905 roku i to był ostatni obiekt hotelowy, którym zarządzał.

## Ostatnie lata życia
W roku 1908 przeszedł na emeryturę z powodu złego stanu zdrowia. Zmarł 24 października 1918 roku w wieku 68 lat.